# Cœur Défense
Cœur Défense ist der Name eines Wolkenkratzers im Pariser Vorort Courbevoie in der Bürostadt La Défense. Mit dem Bau wurde 1999 begonnen. Bei seiner Fertigstellung im September 2001 war der 161 m hohe Büroturm der Siebthöchste im Geschäftsviertel La Défense. Der Wolkenkratzer verfügt über 39 oberirdische Etagen und über eine Fläche von etwa 350.000 Quadratmetern. Damit handelt es sich um das größte Gebäude Europas und das drittgrößte Gebäude weltweit. Entworfen wurde das Gebäude vom Architekten Jean-Paul Viguier.
Der Büroturm ist mit der Métrostation La Défense und dem Bahnhof La Défense an den öffentlichen Nahverkehr im Großraum Paris angebunden.